# Odontotrichum
Odontotrichum là một chi thực vật có hoa trong họ Cúc (Asteraceae).

## Loài
Chi Odontotrichum gồm các loài: